# Europäischer Kulturpreis Pro Europa
Der Europäische Kulturpreis Pro Europa bezeichnet Kulturpreise, die von der Europäischen Kulturstiftung Pro Europa von 1993 bis 2015 unter dem Namen Europäischer Kulturpreis und seit 2018 unter der Bezeichnung Yœurope Award verliehen werden.
Ziel der Europäischen Kulturstiftung Pro Europa ist die Pflege des kulturellen Dialogs und des Kulturaustauschs zwischen den europäischen Staaten und Regionen. Die Stiftung ehrt Initiativen, Politiker, Künstler und Institutionen für ihre herausragenden Verdienste und Leistungen in und für Europa. Mit Preisgeldern dotierte Förderpreise erhalten junge Nachwuchskünstler. Die Europäische Kulturstiftung Pro Europa ist eine gemeinnützige Stiftung nach Schweizer Recht. Die Stiftung ist in Basel ansässig und hat seit 2018 eine Niederlassung in Berlin.
Präsident, später Ehrenpräsident der Europäischen Kulturstiftung Pro Europa war seit der Gründung 1993 ihr Initiator Ernst Seidel, 2012 übernahm Tilo Braune den Vorsitz.
Europäische Kulturpreise wurden an über 110 Preisträger in den Sparten Kultur allgemein, Gartenkultur, Musik, Kunst, Kommunikation, Internationale Gemeinschaft, Menschenrechte und Politik/Wirtschaft vergeben. Schirmherren der Preisverleihungen waren die Präsidenten der Parlamentarischen Versammlung des Europarats und des Europäischen Parlaments, Laudatoren der Preisübergaben führende Persönlichkeiten aus Politik, Wirtschaft und Kultur.
Seit 2018 firmieren die Europäischen Kulturpreise unter dem Namen yœurope-award (Your Europe = Yœurope). Preise werden in den Kategorien Musik, Darstellende Kunst, Literatur, Gesellschaftliches Engagement und Forschung vergeben.

## Yœurope Award
- MIAGI Jugendorchester der gemeinnützigen südafrikanischen Bildungseinrichtung Music is a great Investment (2018), Laudatio: Ulrich Deppendorf
- Sam Keller, Laudatio: Andy Spillmann und Hansjörg Wyss, Laudatio: Rolf Soiron (2019)

## Europäische Kulturpreise der KategorieKultur allgemein(Auswahl)

### Europäischer Kulturpreis
- Centre de Musique Baroque á Versailles
- Plácido Domingo (2003)
- Jean-Claude Juncker
- Konzertgesellschaft München
- Menuhin Festival Piano Quartett
- Lennart Meri Staatspräsident von Estland
- Manfred Pohl (2001)
- Evelyn de Rothschild
- Peter und Margit Sickert
- George Soros
- Wolfgang Wagner (2003)

### Kulturpreis der Europäischen Regionen
- Städtepartnerschaft Donaueschingen – Saverne
- Städtepartnerschaft Friedrichshafen – Sarajewo
- Städtepartnerschaft Köln – Istanbul
- Städtepartnerschaft Strasbourg – Dresden

### Europäischer Regio-Preis / Kulturauszeichnung
- Chorale Vogesia 1850
- Frank Dietsche
- Hortense von Gelmini
- Hans Haas
- Peter Mogg und Bärbel Mogg
- Hans Richter
- Wolfram Schlabach
- André Weckmann

### Europäischer Regio-Kultur-Initiativpreis
- Trinationales Umweltzentrum (2012), Laudatio: Wilderich von Droste zu Hülshoff

### Europäischer Kultur-Projektpreis
- American Academie
- Robert Arnanel, Regisseur für den Film Schätze ohne Grenzen
- Ernst Beyeler, Basel, und Tomas Krens, New York, für Museumsgründungen in Riehen und Bilbao
- Franckesche Stiftungen zu Halle
- Luc Hoffmann, „Bewahrung der Schöpfung“, Vogelschutz-Reservate im Rhône-Delta und am Guadalquivir (2004)
- Leonard und Rosalin Ingrams und Garsington Opera
- Initiative von Sénateur Louis Jung für das Europäische Orgelzentrum in Marmoutier
- Knud W. Jensen und das Louisiana Museum
- Kultur-Stiftung der Deutschen Bank für die Rettung der Donaueschinger Musiktage
- Imants Lancmanis und das Schloss Rundāle (lettisch: Rundāles pils)
- Ronald Lauder, „Neue Galerie“, New York (2004)
- Krzysztof Michalski und das Institut für die Wissenschaften vom Menschen
- Jean Odermatt und das Projekt „La Claustra“
- Gary Smith (1999)
- Städtebauinitiative „Poundbury“ von Prinz Charles in Cornwall
- Festspiele Europäische Wochen Passau (2007)
- Ruf aus Dresden – initiiert von der Bürgerinitiative des Wiederaufbaus der Frauenkirche vertreten durch Ludwig Güttler (2015)

### Europäischer Kultur-Initiativpreis
- Ioan Holender (2005)

### Europäisches Ehrenkreuz „Pro Arte“
- Lili Foldes
- Fürst zu Fürstenberg
- Bronisław Geremek Außenminister Polens
- Sir Edward Heath Primeminister Großbritannien
- Gerard Mortier
- Bjørn Nørgaard (2000)
- Paul Kardinal Poupard (2000)
- Lothar Späth Ministerpräsident
- Maria Toth
- Tomi Ungerer (2004)
- Sir Peter Ustinov (1999)
- Georg Baselitz (2015)
- Daniel Hope (2015)

### Europäischer Stifterpreis für Kultur-Mäzene
- Reinhard und Liz Mohn
- Paul Sacher
- Alberto Vilar (2001), Laudatio: Franz Xaver Ohnesorg

## Europäische Kulturpreise der KategorieGartenkultur(Auswahl)

### Europäischer Gartenkultur-Schöpfungspreis
- Queen-Auguste-Victoria-Park in Umkirch bei Freiburg
- Fürst-Pückler-Park Bad Muskau (2002)
- Werner Semmler (2002), Laudatio: Johannes Rau

## Europäischer Kulturpreis der KategorieMusik(Auswahl)

### Juroren der Europäischen Musikpreise Pro Europa
Max Sommerhalder, Fany Solter, Klaus Trumpf, Rainer Kussmaul, Kurt Widmer, Peter Sadlo, Pierre Boulez, Peter Bromig von der Musikhochschule Karlsruhe, Emmanuel Pahud, Tabea Zimmermann, Christoph Poppen, Rektoren der europäischen Musikhochschulen, die Intendanten des Lucerne Festivals und des Festspielhauses Baden-Baden, die Akademie des Bayrisches Rundfunks und die Anne-Sophie Mutter Stiftung

### Europäischer Kulturpreis für Musik
- Künstlerhaus Boswil – Festival Boswiler Sommer (2021)

### Europäischer Kulturpreis für alte Musik
- La Cetra Barockorchester Basel (2009)

### Europäischer Dirigentenpreis
- Claudio Abbado
- Sylvain Cambreling
- Michael Gielen
- Theodor Guschelbauer
- Manfred Honeck (1993)
- Sir Roger Norrington (1999), Laudatio: Roman Herzog
- Waleri Abissalowitsch Gergijew (2001), Laudatio: Franz Xaver Ohnesorg
- Mikhail Pletnev (2005)
- Christoph Poppen
- Mariss Jansons (2007)

### Europäischer Preis für Komposition
- Pierre Boulez
- Péter Eötvös
- Cristóbal Halffter
- György Kurtág
- Norbert Moret
- Adrian Oswalt
- Krzysztof Penderecki
- Sofia Asgatowna Gubaidulina (2005)
- Wolfgang Rihm
- Robert Suter

### Europäischer Orchesterpreis
- Basler Sinfonietta (1997)
- Béla Bartók-Kammerorchester
- Internazionale d’Italia
- Straßburger Philharmoniker
- Camerata Academica Salzburg (1999), Laudatio: Roman Herzog
- Berliner Philharmoniker (2002)
- Russisches Nationalorchester (2005)
- Wiener Philharmoniker (2005)
- sächsische Staatskapelle Dresden (2007)
- MDR-Sinfonieorchester (2013)

### Europäischer Preis für Ballett und Choreographie
- John Neumeier (1999)
- The Royal Danish Ballet (2000)
- Royal Corps de Ballet
- Silja Schandorff (2000)
- Heinz Spoerli
- Stuttgarter Ballett (2013), Laudatio: Winfried Kretschmann

### Europäischer Chorpreis
- Camerata Vocale, Freiburg
- Copenhagen Royal Chapel Choir (2000)
- Choeur de Saint Guillaume
- Chor der Deutschen Oper Berlin (2012)
- Dresdner Kreuzchor (2005)
- Freiburger Domsingknaben
- Kodály Zoltán Kórusiskola
- Royal Chapel Choir
- Staats- und Domchor Berlin
- SWR Vokalensemble Stuttgart (2011)
- Thomanerchor Leipzig (2001)
- Türkischer Kinderchor TRT
- Wiener Sängerknaben
- Deutsche Oper Berlin (2012), Laudatio: André Schmitz
- MDR-Rundfunkchor (2013)

### Europäischer Solistenpreis
- Elina Garanča Mezzosopran (2006)
- Hélène Grimaud Piano (2006)
- Michala Petri Blockflöte
- Thomas Quasthoff Bass-Bariton (2006)
- Peter Sadlo Percussion
- Jan Vogler Violoncello (2006)
- Andreas Scholl, Countertenor (2009)
- Heinz Holliger (2009)
- Angela Gheorghiu, Sopran (2015)
- Jonas Kaufmann, Tenor (2015)

### Europäischer Werner Semmler Solistenpreis
- Cenk Buyik, Tenor
- Konstantin Rittel-Kobylianski, Bariton
- Christine Zoller, Sopran

### Europäischer Jugend-Orchesterpreis
- Baltic Sea Youth Philharmonic unter der Leitung von Kristjan Järvi (2015)

### Europäischer Regio-Jazzpreis
- Tilo Braune und die Eldenaer Jazz Evenings (2010)

### Europäischer Förderpreis für junge Künstler
- Banda Ádám
- Bianca Adamek Violine
- Florian Arbenz
- Nicoleta Ardelean Sopran
- Göcksel Baktagir Kanum
- Saxophon-Quartett Balanced Action
- Robert Belinic Gitarre
- Berliner Cellharmoniker
- Michal Bialk Klavier
- Isabelle Briener Violine
- Cenk Buyik Tenor
- Feres Dora
- Rupprecht Drees Trompete
- Johanna Dömötör Querflöte
- Severin von Eckardstein Klavier
- Gabor Farkas Klavier
- Julia Fischer Violine
- Sol Gabetta Cello
- Farkas Gábor
- Isabel Gehweiler Cello
- Antonia-Alexa Georgiew
- Tobias von Glenck Kontrabass
- Milen Harambalov
- Rachel Harnisch Sopran
- Annette von Hehn Violine
- Michael Hsu Violine
- Hugo-Wolf-Quartett
- Várdai István
- Andrej Jussow
- Koh Gabriel Kameda Violine
- Sevki Karayel Klavier
- Vesselina Kasarova Sopran
- Doo-Min Kim Cello
- Marta Klimasara Percussion
- Gábor Komlóssy Trompete
- Irini Kyriakidou Sopran
- Nikoloz Lagvilava Bariton
- Miaomiao Li Klavier
- Eva Lind
- Frédéric Loboda
- Marie-Elisabeth Lott
- Jura Margulis
- Clarissa Margulis Violine
- Anne-Sophie Mutter Violine
- Ildiko Nemes Violine
- Jana Nováková Violine
- Ersen Olgac Oboe
- Lasse Opriel Violine
- Roman Patkoló
- Jean Claude Pennetier Klavier
- Katharina Phyrr Schauspiel
- Alina Pogostkin Violine
- Violetta Radomirska Mezzosopran
- Konstantin Rittel-Kobylianski Bariton
- Emma Schied Oboe
- Heike Schuch Cello
- Susanne Serfling Sopran
- Julian Sommerhalder Trompete
- Friederike Starkloff Violine
- Jana Sykorova Alt
- Duo Tedesco Gitarre
- Olesja Tertytschnaja Flöte
- Tanja Tezlaff Cello
- Jakub Thylman Cello
- Sono Tokuda Violine
- Rodion Tolmatschjov Bass
- Alexandra Troussova Klavier und Kirill Troussov Violine
- Michaela Ursulaesa Klavier
- Ewa Wolak Alt
- Joanna Wronko Violine
- Tabea Zimmermann Bratsche
- Christine Zoller Sopran

### Europäischer Förderpreis für junge Dirigenten
- Patrick Lange
- Ernst von Marschall
- Asher Fish (2002)

## Preisträger der KategorieKunst

### Europäischer Architektur-Preis
- Mario Botta (1995)
- Norman Foster
- Frank O. Gehry
- Jean Nouvel (2003)

### Europäischer Ehrenpreis für Bildende Kunst
- Eduardo Chillida
- Enzo Cucchi
- Andrew Vilari
- Diane von Orléans, Herzogin von Württemberg

### Europäischer Preis für Literatur
- Péter Esterházy

### Europäischer Kulturpreis für Schauspielkunst
- Klaus Maria Brandauer (2006)
- Katrin Sass (2015)

### Europäischer Kulturpreis für das künstlerische Lebenswerk
- Rosalie (2008)
- Manfred Krug (2015)

## Europäische Kulturpreise der KategorieKommunikation

### Europäischer Medienpreis / Auszeichnung für Kulturkommunikation
- Badische Zeitung
- Basler Zeitung
- Hubert Burda
- Dernières Nouvelles d’Alsace
- August Everding
- Peter Galliner
- Pavel Kohout
- Hans Maier, Kultusminister Bayern a. D.
- Marcel Reich-Ranicki (2004)
- Reinhold Robbe (2012)
- Pavel Tigrid, Kulturminister von Tschechien
- George Weidenfeld (2001)
- Werner Weidenfeld
- Frank Wössner
- Walter Kasper (2011)
- Reinhold Robbe (2012)

## Preisträger der KategorieInternationale Gemeinschaft(Auswahl)

### Deutsch-französischer Kulturpreis
- André Bord Minister a. D.
- Jean-Dominique Giuliani Vorsitzender der Robert-Schuman-Stiftung (2004)
- Rudolf von Thadden

## Europäische Kulturpreise der KategorieInternationale Menschenrechte

### Europäischer Preis für Menschenrechte
- 1991 Die friedlichen Demonstranten von Dresden 1989
- 1992 Csilla Freifrau von Boeselager, Mitbegründerin des Malteser-Caritas-Dienstes Ungarn
- 1998 Václav Malý, Weihbischof von Prag
- Tadeusz Mazowiecki, ehemaliger Ministerpräsident Polens
- 2003 Mary Robinson, ehemalige Präsidentin von Irland und frühere UN-Hochkommissarin für Menschenrechte
- 2004 Levent Korkut, Präsident von Amnesty International Türkei
- 2005 Bernard Kouchner, Präsident der Hilfsorganisation Ärzte ohne Grenzen
- 2006 Wolfgang Petritsch, ehemaliger Hoher Repräsentant für Bosnien und Herzegowina (1999 bis 2002)
- 2007 Das Norwegische Nobelpreiskomitee
- 2010: Jakob Kellenberger und das Internationale Komitee vom Roten Kreuz, Laudatio: Frank-Walter Steinmeier

### Europäischer „Pro-Humanitate“-Preis
- S.E. Metropolit Daniel von Moldawien und Bukowina
- Ihsan Dogramaci
- S.B. Anastasios Erzbischof von Tirana und Gemz Albanien
- Árpád Göncz ehem. Ungarischer Staatspräsident
- Louis Jung (1996)
- Seine Königliche Hoheit der Herzog von Kent (2006)
- Daniel Barenboim (2003)
- Franz König
- Claude Pompidou
- Mstislav Rostropovich
- The Alliance for Arab-Israli Peace
- Simon Wiesenthal
- Brot für die Welt
- Iris Berben (2013)

## Europäische Kulturpreise der KategorienPolitik und Wirtschaft

### Europäischer Kulturpreis für Politik
- Bülent Arinc Präsident der Gr. Nationalversammlung der Türk. Republik
- Arnulf Baring
- Petersburger Dialog, vertreten durch Michail Gorbatschow und Lothar de Maizière (2006)
- Große Nationalversammlung der Türkei
- Felipe González (2015)
- Manfred Stolpe (2012), Laudatio: Helmut Schmidt

### Europäische Ehrenauszeichnung für Kommunalpolitik
- Rolf Böhme Oberbürgermeister der Stadt Freiburg a. D.

### Europäischer Wissenschafts-Kulturpreis
- Hüseyin Bagci, stellv. Direktor ODTÜ, Ankara
- Peter Beyer
- Peter Demetz
- Murat Erdogan
- Jackson Janes, Exec. Director, American Institute for Contemporary German Studies, Johns Hopkins University, Washington DC
- Ludger Kühnhardt, Direktor ZEI Universität Bonn
- Wolfgang Leonhard
- Ingo Potrykus (2002)
- Gottfried Schatz (2009)
- Joachim Knebel (2011), Chief Science Officer, Karlsruher Institut für Technologie (KIT)

### Europäischer Wirtschaftspreis
- Franz Blankart, Staatssekretär, Bern
- Hans Tietmeyer, Bundesbankpräsident, Frankfurt (2000)
- Ferdinand Piëch (2015)

## Europäische Kulturpreise weiterer Kategorien

### Europäischer Kulturpreis für gesellschaftliches Engagement
- Bayerischer Rundfunk für „Sternstunden“ Wir helfen Kindern
- Die Prinzen (2015)